# Gary Hall Jr.
Pour les articles homonymes, voir Gary Hall et Hall.
Gary Wayne Hall, Jr. (né le 26 septembre 1974 à Cincinnati aux États-Unis) est un nageur américain spécialiste des épreuves de sprint en nage libre, dont la carrière s’étend des années 1990 à l’année 2008.
Quintuple champion olympique, il participe à trois Jeux olympiques en 1996, 2000 et 2004.
Nageur fantasque n'hésitant pas à se vêtir d'un short et d’un peignoir de boxeur aux couleurs américaines en entrant dans une piscine, il s'illustre dans les courses de sprint en nage libre et plus particulièrement sur 50 m.

## Biographie

### Famille
Gary Wayne Hall, Jr. est le fils de Gary Hall Sr., lui-même nageur et triple médaillé olympique en 1968, 1972 et en 1976. Il est aussi le petit-fils d’un champion universitaire de natation américain des années 1940, Charles Keating Jr., ensuite financier et compromis dans une faillite scandaleuse dans les années 1980, ayant incidemment éclaboussé plusieurs sénateurs dont John McCain, le candidat battu à la présidence américaine en 2008 face à Barack Obama.

### Carrière sportive
Alors qu'il n'a que six ans d'expérience en natation, Gary Hall Jr. est déjà bien établi dans la hiérarchie mondiale se plaçant au niveau du meilleur sprinteur des années 1990, le Russe Aleksandr Popov. Lors de la compétition olympique d’Atlanta en 1996, Gary participe aux deux titres des relais 4 × 100 m nage libre et 4 × 100 m quatre nages américains. Cependant, le nageur américain ne parvient pas à remporter de titre individuel terminant à deux reprises sur la deuxième marche du podium des 50 et 100 m nage libre derrière Popov. La tension entre les deux sprinteurs augmenta alors puisque le Russe déclara que Hall Jr. était incapable de le battre puisqu'il appartiendrait à une famille de perdants. À 21 ans, Gary Hall Jr. devient néanmoins double champion olympique avec le relais américain et se place en grand rival du « tsar russe ». Cependant, en 1998, un contrôle antidopage effectué en mai révèle la présence de marijuana dans l'échantillon du nageur,. Suspendu provisoirement par la FINA, il effectue son retour dès la fin de l'année. Lors des Jeux d'Atlanta, il avait déjà été testé positif à cette substance mais sa consommation n'était pas encore interdite.
En 1999, un diagnostic médical révèle que le sportif est atteint d'un diabète de type 1 alors qu'il est en pleine préparation pour les Jeux olympiques de 2000 prévus à Sydney. Après une brève interruption, il décide cependant de participer aux sélections américaines qu'il remporte, se qualifiant ainsi pour les Jeux. Il réussit son pari en remportant la médaille d'or sur le 50 m nage libre. Il aide également à la conservation du titre olympique du relais américain 4 × 100 m quatre nages. Par ailleurs, il remporte deux autres médailles sur 100 m nage libre et avec le relais 4 × 100 m nage libre.
Quatre années plus tard, aux Jeux olympiques organisés à Athènes, Gary Hall Jr. conserve son titre olympique sur le 50 m nage libre égalant ainsi Aleksandr Popov avec deux titres consécutifs sur l'épreuve la plus rapide de la natation en bassin.
En 2008, le nageur échoue à se qualifier pour les Jeux olympiques d'été de Pékin à l'occasion des sélections organisées à Omaha. Seulement quatrième du 50 m derrière Garrett Weber-Gale, Benjamin Wildman-Tobriner et Cullen Jones, Hall âgé de 33 ans laisse planer le doute quant à une possible retraite sportive affirmant « Cette course [le 50 m] est la dernière... avant que je nage à nouveau. »

## Palmarès

### Jeux olympiques
- Jeux olympiques de 1996 à Atlanta (États-Unis) :
  -  Médaille d'or au titre du relais 4 × 100 m nage libre.
  -  Médaille d'or au titre du relais 4 × 100 m quatre nages.
  -  Médaille d'argent du 50 m nage libre.
  -  Médaille d'argent du 100 m nage libre.

- Jeux olympiques de 2000 à Sydney (Australie) :
  -  Médaille d'or au titre du relais 4 × 100 m quatre nages.
  -  Médaille d'or du 50 m nage libre.
  -  Médaille d'argent au titre du relais 4 × 100 m nage libre.
  -  Médaille de bronze du 100 m nage libre.

- Jeux olympiques de 2004 à Athènes (Grèce) :
  -  Médaille d'or du 50 m nage libre.
  -  Médaille de bronze au titre du relais 4 × 100 m nage libre[4].

### Championnats du monde
- Championnats du monde 1994 à Rome (Italie) :
  -  Médaille d'or au titre du relais 4 × 100 m nage libre.
  -  Médaille d'or au titre du relais 4 × 100 m quatre nages.
  -  Médaille d'argent du 50 m nage libre.
  -  Médaille d'argent du 100 m nage libre.

- Championnats du monde 1998 à Perth (Australie) :
  -  Médaille d'or au titre du relais 4 × 100 m nage libre.
  -  Médaille d'argent au titre du relais 4 × 100 m quatre nages.